# 扎西拉姆·多多
扎西拉姆·多多，原名谈笑靖（1978年—），中国女作家，《班扎古鲁白玛的沉默》的原作者，曾出版作品集《虽然不相见》（2017）、《当你途经我的盛放》（2011）、《喃喃》（2012）等。